# Štefan Pyšný
Štefan Anton Pyšný (13. února 1889 Nové Mesto nad Váhom – 14. ledna 1969 Piešťany) byl slovenský sbormistr, hudební skladatel, pedagog a sběratel lidových písní.

## Život
Štefan Pyšný hrál od dětství na housle. Studoval na učitelském ústavu v Kláštore pod Znievom, kde vedle houslí studoval i hru na varhany. Absolvoval korespondenční kurz harmonizace, ale ve skladbě byl samoukem.
Po absolvování učitelského ústavu se stal učitelem v Podolie a od roku 1911 ve Vrbovém. Ve Vrbovém vedl Římskokatolický církevní sbor a Pěvecký kroužek Slovenské ligy. V letech 1940–1946 řídil Okresní učitelský sbor v Piešťanech.

## Dílo
Sbíral lidové písně v okolí Vrbového a Šípkového a mnoho jich upravil pro mužský, ženský a smíšený sbor. Byl členem Církevního hudebního spolku sv. Vojtěcha v Trnavě, kde spolupracoval s Mikulášem Schneidrem-Trnavským při sestavování jednotného katolického zpěvníku, do kterého přispěl i vlastními skladbami. Z jeho chrámových skladeb jsou známy:
- Dvě vánoční mše na lidové koledy pro ženský dvojhlas a varhany
- 2 Tantum ergo pro smíšený sbor a varhany
- 13 pastorálních preludií pro varhany